# 안용우
안용우(安庸佑, 1991년 8월 10일 ~ )는 대한민국의 축구 선수로 현재 경주 한국수력원자력에서 공격수로 뛰고 있으며 2014년 아시안 게임 금메달리스트이다.

## 클럽 경력
2014년 자유 계약으로 전남 드래곤즈에 입단하였다. 3월 8일 2014 K리그 클래식 FC 서울과의 원정경기(0:1, 전남 승)에서 데뷔전을 치렀고 3라운드 경남 FC와의 경기에서 데뷔골을 기록하였다.
2017년 7월 22일 사간 도스로의 이적이 발표 되었다.
2021시즌을 앞두고 K리그1의 대구 FC로 이적했다.

## 국가대표 경력
2014년 8월 14일 발표된 2014 아시안 게임에 출전하는 U-23 대표팀 최종 엔트리에 이름을 올렸다.

## 수상

### 팀

#### 대한민국 U-23
- 아시안 게임 금메달: 2014